# Jamestown (New York)
Pour les articles homonymes, voir Jamestown.
Jamestown est une cité (city) américaine, située dans le comté de Chautauqua dans l'État de New York. Selon le recensement de 2020 elle est peuplée de 28 712 habitants.

## Personnalités liées à la municipalité
- Gilbert Dennison Harris (1864-1952), géologue américain.
- Robert Jackson (1892-1954), procureur en chef pour les États-Unis au procès de Nuremberg.
- Roger Tory Peterson (1908-1996), peintre, naturaliste et ornithologue américain.
- Lucille Ball (1911-1989), actrice, productrice et réalisatrice américaine.
- Brad Anderson (1924-), dessinateur américain.
- Charles Goodell (1926-1987), homme politique américain.
- Roger Goodell (1959-), président de la National Football League (NFL).
- Natalie Merchant (1963-), chanteuse et musicienne de rock américaine.
- Laura Kightlinger (1969-), actrice, scénariste, réalisatrice et productrice américaine.
- Nick Carter (1980-), chanteur et musicien américain, membre du groupe Backstreet Boys.